# Marxa del Pelegrí
La Marxa del Pelegrí és una caminada popular no competitiva que recorre l'últim tram del Camí ignasià des de Montserrat fins a Manresa.

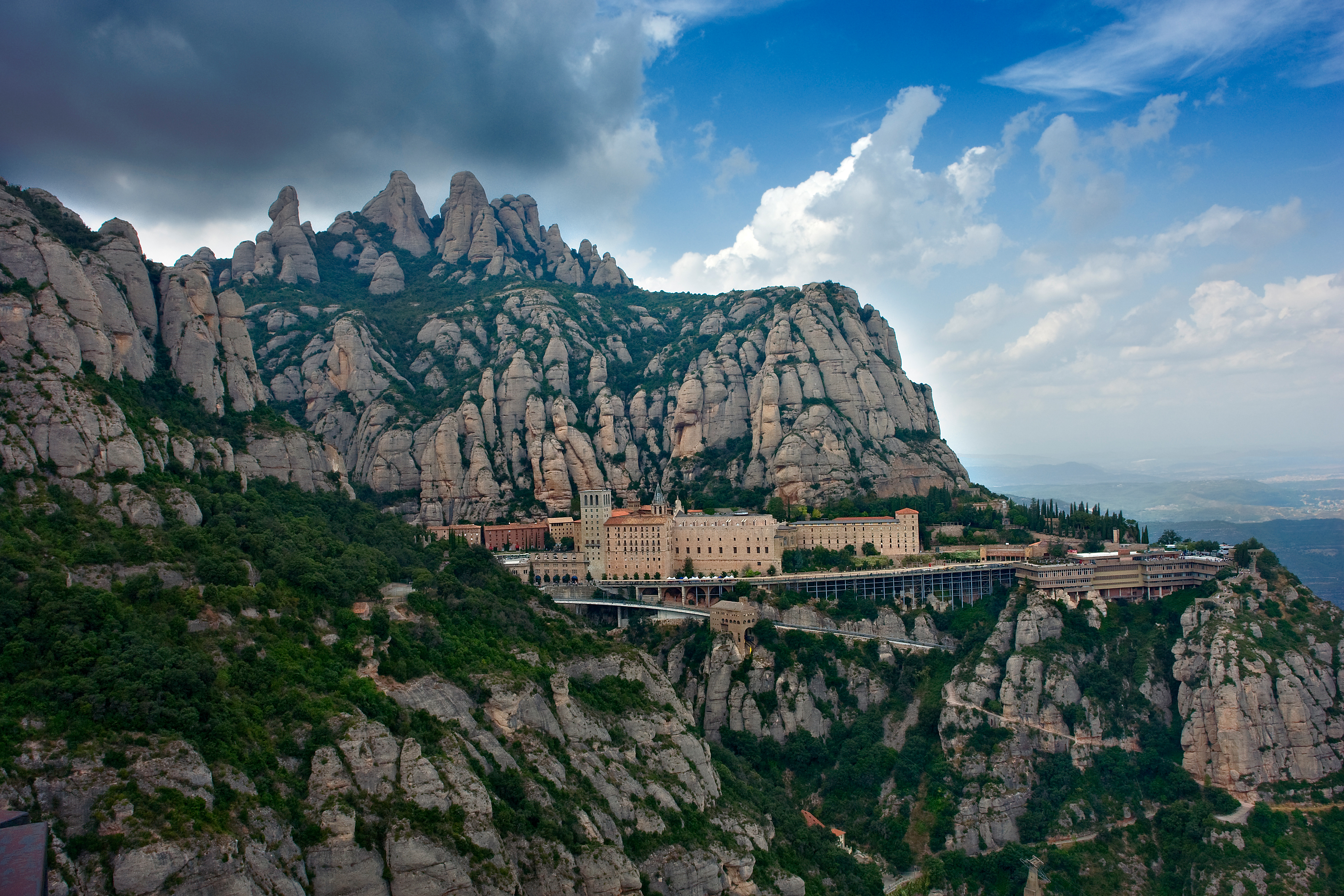
Plaça del Monestir de Montserrat, punt de sortida de la Marxa del Pelegrí

La Marxa del Pelegrí s'organitza cada any des de 2015 i recorre l'últim tram del Camí Ignasià, des del Monestir de Montserrat fins a Manresa, seguint les passes que va fer Sant Ignasi de Loiola el 25 de març de 1522, quan baixava de Montserrat en el seu pelegrinatge cap a Jerusalem, i en arribar a Manresa va fer-hi una estada d'onze mesos, durant els quals va viure una profunda transformació espiritual que el va portar a redactar els Exercicis Espirituals i, posteriorment, a fundar la Companyia de Jesús. Durant tota la seva vida, el record de Manresa el va acompanyar en el seu intens viatge personal.
La caminada, que segueix aquest pelegrinatge de Sant Ignasi, està organitada per l'Ajuntament de Manresa, 'Manresa2022' i la Fundació Turisme i Fires de Manresa. I compta amb la col·laboració i el suport de l'Ajuntament de Castellgalí, l'Ajuntament de Castellbell i el Vilar, l'Ajuntament de Monistrol de Montserrat, l'Ajuntament de Marganell, el Patronat de la Muntanya de Montserrat, Bages Turisme, Oller del Mas, el Grup Sardanista Dintre el Bosc, el Centre Excursionista de la Comarca de Bages (CECB) i Marsi Guies Muntanya.
La caminada original, ‘Montserrat 26’, és un recorregut de 26 quilòmetres en què es poden descobrir paisatges inspiradors: des del Monestir de Montserrat passa per Santa Cecília, Castellbell i el Vilar, Castellgalí o l'Oller del Mas, fins a arribar a la plaça Major de Manresa. En les últimes edicions, la 'Marxa del Pelegrí' ha incorporat dues modalitats més per tal de fer-la accessible a tothom: ‘Montserrat 8’, recorregut de 8 quilòmetres entre Montserrat i Sant Cristòfol de Castellbell i enllaç en transport rodat amb Manresa, i ‘Lluvià 15’, un recorregut circular de 15 quilòmetres des de la Plaça Major, que passant per la Torre Lluvià, el Gorg Blau i la Font de l'Arrel fins l'Oller del Mas, enllaça amb l'últim tram del Camí Ignasià.